# Turdus bewsheri
Turdus bewsheri е вид птица от семейство Turdidae.

## Разпространение
Видът е разпространен в Коморските острови и Майот.